# Цветы календулы
«Цветы́ кале́ндулы» — российский художественный фильм, поставленный Сергеем Снежкиным по оригинальному сценарию, написанному им совместно с Михаилом Коновальчуком («День ангела», «Духов день», «Время печали ещё не пришло»). Премьера фильма состоялась на телеканале «РТР» 17 февраля 2000 года. В кинопрокат не выходил, издавался ограниченным тиражом на видеокассетах.
В фильме  звучат   песни на стихи Евгения Долматовского «Венок Дуная» (музыка Оскара Фельцмана) и «За фабричной заставой» композитора Марка Фрадкина («инсталляция и перформанс по мотивам песенного творчества Георгия Платоновича Протасова»), а также отрывок из поэмы Николая Тихонова «Сами».

## Сюжет
В привилегированном писательском посёлке живёт семья некогда знаменитого советского поэта Протасова: его вдова Инесса Иосифовна, её дочь с сожителем по прозвищу Билли Бонс и три внучки — Анна, Елена и Мария, у одной из которых вдобавок уже несколько лет «гостит» непризнанный гений художник Николай. Родные и прочие обитатели дома ненавидят Инессу Иосифовну, но жильё принадлежит ей, и деваться им некуда. Семья существует лишь на бабушкину пенсию, да и то — получая её обманным путём, якобы платя взносы в Союз писателей. Инесса Иосифовна размышляет о том, как распорядиться в завещании дачей Протасова: то мечтает отдать её детскому дому, то планирует превратить в музей покойного мужа. При этом она совершенно не думает о судьбах дочери и внучек, которые останутся без крова.
Однажды к ним приезжают двое «новых русских» — Джигурда и Русецкий. Не будучи слишком хорошо знакомы с местностью и особенностями быта, они оказываются вовлечены в сумбурную жизнь этой странной для них семьи и попадают в сложную систему взаимоотношений. Они пытаются тайком договориться с Инессой Иосифовной о покупке дома, подчёркивая, что это является действительной целью их визита, однако вдова Протасова доживает свой последний день (совпавший с днём свадьбы), и её решение до смерти останется неопределённым. Желая всё-таки договориться о сделке, один из новых русских принимает участие в импровизированном празднике по поводу дня свадьбы Инессы Иосифовны и Протасова. Ночью старуха умирает, а наутро выясняется, что друзья-предприниматели ошиблись адресом, поскольку все дома в посёлке выглядят по-советски одинаково. Новые русские уезжают, а семья Протасова остаётся — со своими проблемами, отношениями и надеждами.

## Премии и призы
- Гран-при и приз за лучшую актёрскую работу (ансамбль актёров: Эра Зиганшина, Марина Солопченко, Ксения Раппопорт, Юлия Шарикова, Герман Орлов, Сергей Донцов, Николай Лавров, Александр Тютрюмов, Любовь Малиновская) на Фестивале российского кино «Окно в Европу» (Выборг, 1998 год).
- Приз Киноакадемии «Ника-98» в категориях: «Лучшая работа художника» (Белла Маневич-Каплан) и «Лучшая работа художника по костюмам» (Лариса Конникова[1]).

## В ролях
- Любовь Малиновская — Инесса Иосифовна Протасова
- Эра Зиганшина — Серафима Георгиевна Протасова
- Марина Солопченко — Анна
- Ксения Раппопорт — Елена
- Юлия Шарикова — Маша
- Герман Орлов — Билли Бонс
- Сергей Донцов — Николай
- Николай Лавров — Владимир Русецкий
- Александр Тютрюмов — Алексей Джигурда